# David Morrison Reid Henry
David Morrison Reid Henry (* 14. September 1919 in Colombo, Ceylon; † 26. September 1977 in Salisbury, Rhodesien), manchmal auch Reid-Henry geschrieben, war ein britischer Vogelillustrator.

## Leben und Wirken
Reid Henry war der zweite Sohn von Olive Hobday und George Morrison Reid Henry, einem bekannten Entomologen, Ornithologen und Tiermaler, der unter anderem das Werk Indian Hill Birds von Salim Ali (1949) illustrierte und 1955 das Buch A Guide to the Birds of Ceylon veröffentlichte. 1929 kam Reid Henry mit seinem älteren Bruder Bruce nach England, wo sie bei Reverend George Hicks lebten. Reid Henry wurde an der Cochester Royal Grammar School und an der Mount Radford School in Exeter ausgebildet. Nach seinem Schulabschluss übte er eine geistliche Arbeit aus, bei Ausbruch des Zweiten Weltkriegs im Jahr 1939 trat er jedoch in die Tank Corps ein, wo er den Rang eines Captain erreichte. Er diente in Ägypten und anderswo in Nordafrika. Nach einer schweren Krankheit wurde er zur Militärpolizei nach Kalkutta versetzt. Anschließend diente er in Singapur und schließlich in Ceylon. 1946 wurde er aus dem Militärdienst entlassen. Während des Krieges fertigte Reid Henry seine ersten Vogelskizzen an, ab 1946 arbeitete er als professioneller Vogelzeichner. 1964 gehörte er zu den Gründungsmitgliedern der Society of Wildlife Artists. Reid Henry wurde künstlerisch von George Edward Lodge beeinflusst, der auch sein Mentor war. Er hatte jedoch kein formelles Kunsttraining. Reid Henry illustrierte unter anderem die Werke Birds of Arabia von Col. Richard Meinertzhagen (1954), Birds of Cyprus von David A. Bannerman (1958), Popular Handbook of Rarer British Birds von P. A. D. Hollom (1960), The Birds of the Atlantic Islands (1963–1968) von David A. Bannerman, A New Dictionary of Birds von Arthur Landborough Thomson (1964), A Falcon in the Field von Jack Mavrogordato (1966) sowie Eagles, Hawsks and Falcons of the World von Dean Amadon und Leslie H. Brown (1968). 1979 erschien das posthume Werk An Exhibition of the Bird Studies and Sketches of David Reid-Henry. 1973 emigrierte Reid Henry nach Rhodesien.